# Agadir–Al Massira repülőtér
Az Agadir–Al Massira repülőtér (franciául: Aéroport Al Massira, arabul: مطار المسيرة) (IATA: AGA, ICAO: GMAD) egy nemzetközi repülőtér Marokkóban, Agadir közelében. Éves utasforgalma 1 774 605 fő (2022).

## Futópályák
A repülőtér futópályái:
- 09/27 (3200 m, 45 m, aszfalt)

## Légitársaságok és úticélok
| Légitársaság            | Célállomások |
| ----------------------- | --- |
| Air Arabia Maroc        | Fez, Rabat, Tanger |
| Binter Canarias         | Gran Canaria Szezonális: Tenerife–North |
| Brüsszel Airlines       | Brüsszel |
| Chair Airlines          | Zürich |
| Condor                  | Frankfurt, München Szezonális: Düsseldorf                                                                                                  |
| easyJet                 | Berlin–Brandenburg, Genf, London–Gatwick, Lyon, Milánó–Malpensa Szezonális: Amszterdam, Basel/Mulhouse, Manchester, Nantes, Nice, Toulouse |
| Edelweiss Air           | Szezonális: Zürich |
| Enter Air               | Szezonális charter: Katowice, Poznań, Varsó–Chopin, Wrocław                                                                                |
| Eurowings               | Düsseldorf |
| Lufthansa               | Frankfurt |
| Luxair                  | Szezonális: Luxembourg |
| Norwegian               | Szezonális: Koppenhága, Helsinki |
| Royal Air Maroc         | Casablanca, Dakhla, Laayoune, Párizs–Orly Szezonális: Deauville, Metz/Nancy, Nantes, Porto                                                 |
| Royal Air Maroc Express | Casablanca |
| Ryanair                 | Bergamo, Charleroi, London–Stansted, Manchester, Marseille, Bécs Szezonális: Bordeaux, Eindhoven, Weeze                                    |
| Saudia                  | Szezonális: Medina |
| TAP Air Portugal        | Lisszabon Szezonális charter: Porto |
| Transavia               | Amszterdam, Lyon, Montpellier, Párizs–Orly                                                                                                 |
| TUI Airways             | Birmingham, London–Gatwick, Manchester |
| TUI fly Belgium         | Brüsszel Szezonális: Bordeaux, Brest, Deauville, Lille, Metz/Nancy, Nantes, Rotterdam/The Hague, Párizs–Orly, Strasbourg, Toulouse         |
| TUI fly Deutschland     | Szezonális: Basel/Mulhouse, Düsseldorf, Frankfurt, Hannover                                                                                |

## Forgalom
Az utasforgalom az elmúlt években az alábbi módon változott:
| Utasok száma | 975 181 | 1 313 919 | 1 497 039 | 1 446 735 | 1 516 247 | 1 467 447 | 1 334 173 | 1 922 344 | 587 633 | 1 774 605 |
|              | 2003    | 2005      | 2007      | 2009      | 2011      | 2014      | 2016      | 2018      | 2020    | 2022      |